# Toulaman River
Der Toulaman River (auch: Tweed River) ist einer der längeren Flüsse im Nordosten von Dominica im Parish Saint Andrew.

## Geographie
Der Toulaman River entspringt in den Osthang der Morne Diablotins, kurz unter dem Gipfel. Seine Quellen liegen dabei bei 1200 m über dem Meer und sind somit die höchstgelegenen Quellen auf Dominica. Das Quellgebiet grenzt an die Einzugsgebiete von Hampstead River im Norden sowie Melville Hall River im Süden an.
In seinem Verlauf grenzt der Fluss auch noch an die Einzugsgebiete von Woodford Hill River und Eden River im Norden. 
Im Gebiet von Torenté fließen mehrere Quellbäche zusammen, bevor der Fluss ins Tiefland eintritt. Er verläuft stetig in nordöstlicher Richtung, passiert Wilbraham, Mamridge und das Londonderry Estate und mündet nördlich des Douglas-Charles Airports (Melville Hall Airfield) in der Londondery Bay nach einem Verlauf von 15 km in den Atlantik. Bei Mamridge mündet von links und Norden der Croix River ein. In seinem Oberlauf verläuft er durch das Northern Forest Reserve.